# Tibilaani
Tibilaani (en georgiano: თიბილაანი) o Tibiltau (en osetio: Тыбылтыхъæу) es un pueblo que pertenece a la parcialmente reconocida República de Osetia del Sur, parte del distrito de Tsjinval, aunque de iure pertenece al municipio de Kurta de la región de Iberia Interior de Georgia.

## Geografía
Tibilaani se encuentra en el valle del río Froni, a 15 km de Tsjinvali. La aldea se administra desde el pueblo de Kurta. 

## Historia
De 1922 a 1990, formó parte del distrito de Tsjinval del óblast autónomo de Osetia del Sur. De 1990 a 2006, formó parte del raión de Kareli y, desde 2006, forma parte del municipio de Kurta. 
Durante la guerra de Osetia del Sur de 1991-1992, las autoridades osetias lograron controlar el pueblo y los georgianos huyeron del lugar. 

## Demografía
La evolución demográfica de Tibilaani entre 1959 y 2015 fue la siguiente:
| 79                                                       | 45 |
| (Fuente: Population of South Ossetia since Soviet times) |    |

Según el censo soviético de 1959, la mayoría de la población local eran osetios.